# Avicennina
Avicennina  (лат.) — род тлей из подсемейства Aphidinae (Macrosiphini). Средняя Азия.

## Описание
Относительно крупные по размеру тли зеленоватой окраски, длина 2,7—5,6 мм. Ноги и усики длинные. 
Узкие олигофаги, ассоциированы с двудольными растениями родов жимолость (Lonicera), борщевик (Heracleum, Apiaceae). Описанный ранее в этом роде вид A. indica (питающийся на Prunus) ныне переведён в состав рода Tumoranuraphis (Eastop & Blackman 2005).
- Avicennina almatina Kadyrbekov, 2013 — Казахстан
- Avicennina sogdiana Narzikulov, 1957 — Киргизия, Таджикистан, Узбекистан[4]
  - =Avicennina spiraecola Akhmedov, 1994
- Avicennina turkestanica Akhmedov, 1994 — Казахстан, Узбекистан[5]